# Садарпур
Садарпур (бенг. সদরপুর, англ. Sadarpur) — город в центральной части Бангладеш, административный центр одноимённого подокруга. Площадь города равна 3,01 км². По данным переписи 2001 года, в городе проживало 3968 человек, из которых мужчины составляли 53,02 %, женщины — соответственно 46,98 %. Плотность населения равнялась 1318 чел. на 1 км². Уровень грамотности населения составлял 40,1 % (при среднем по Бангладеш показателе 43,1 %). 